# プロモーション・ミックス
プロモーション・ミックスとは経営学用語の一つ。
企業が広告活動を行う場合に、メディア、コミュニケーション、パブリシティ、セールスの4つを最適に組み合わせるという方法。これらの組み合わせることで、相乗効果を最大にすることを目的としてプロモーション・ミックスが行われている。